# Hof van Riemen

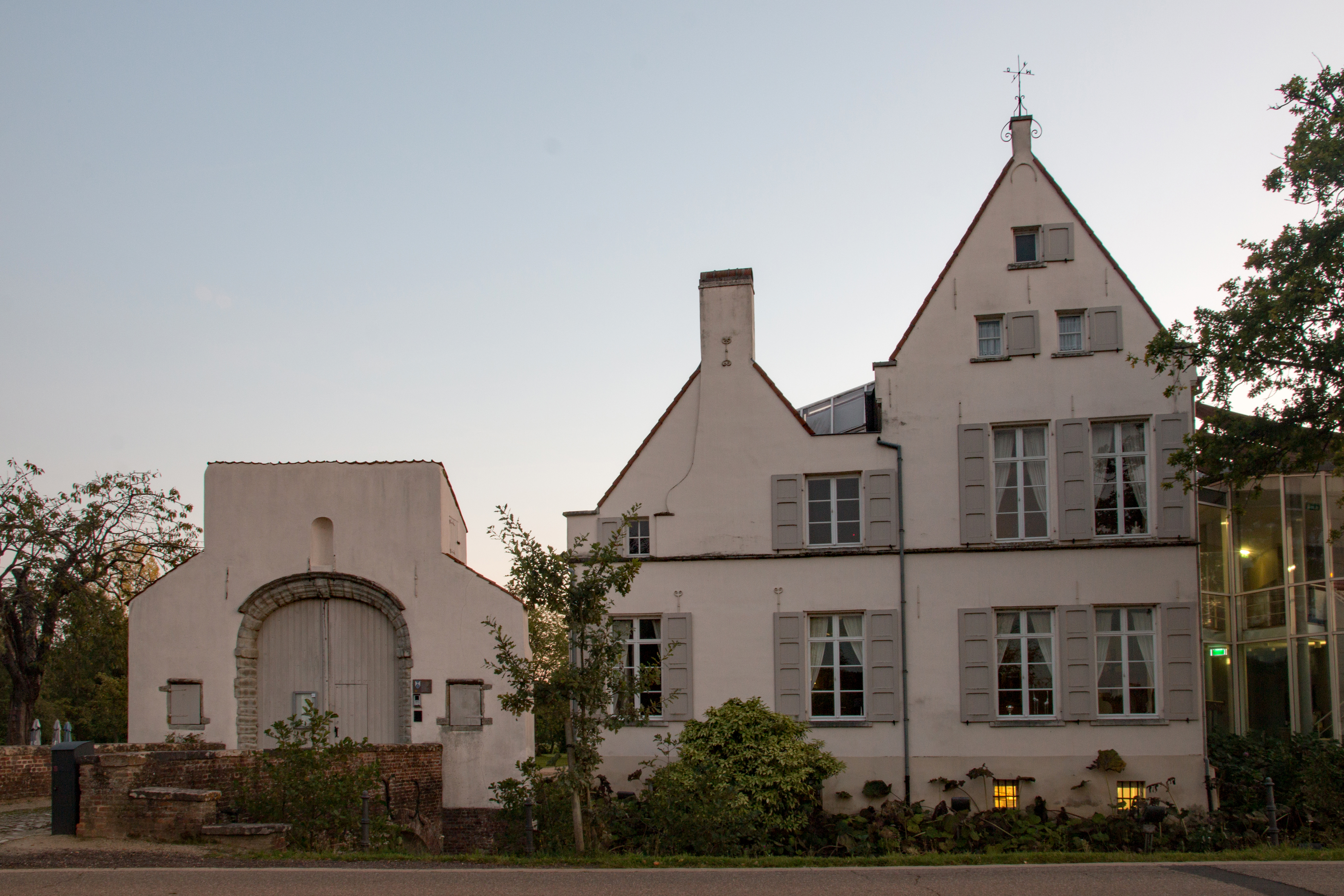
Hof van Riemen

Het Hof van Riemen is een kasteel in de Antwerpse plaats Heist-op-den-Berg, gelegen aan de Orshagenstraat 11.

## Geschiedenis
Het oudste document aangaande dit goed is van 1468. Het was toen de zetel van een kleine heerlijkheid. Vermoedelijk was er op deze plaats al eerder bebouwing, bestaande uit een opperhof en een neerhof. In de 15e eeuw zou dan een nieuw gebouw in baksteen en zandsteen zijn opgetrokken. In de 1e helft van de 17e eeuw was het goed in bezit van Jan de Cuypere en deze liet het uitbreiden tot buitenhuis met pachthoeve, waarbij het oudere woonhuis deels behouden bleef. In de 18e eeuw fungeerde het goed als pachthoeve.
In 1937 werd het kasteeltje aanzienlijk gewijzigd. Wel bleef een 15e-eeuws dakgebint behouden.
In 1978-1980 werd het domein aangekocht door de gemeente. In 1994-1996 werd het gerestaureerd. Het werd omgevormd tot restaurant en congrescentrum. De bebouwde omgeving rukte eind 20e eeuw steeds meer op in de richting van het domein. Een deel van de toegangsdreef werd in 1998 door wegaanleg afgesneden.

## Domein
Het hoofdgebouw bestaat uit twee tegen elkaar aanliggende vleugels waarvan de westelijke vleugel uit de 15e eeuw stamt en enkele laatgotische overblijfselen kent. De oostelijke vleugel is 17e-eeuws. In het interieur zijn nog een aantal historische zaken aanwezig zoals een 17e-eeuwse muurschildering, enkele schouwen en dergelijke.